# 苏阿芒
苏阿芒（世界语：Su Armand，1936年11月—1990年9月23日），生于安徽石台，逝世于天津，中国诗人，作家，翻译家。自学21门外语，通晓世界语、英语、日语、俄语、德语、意大利语、西班牙语、法语、波兰语、瑞典语、捷克语、葡萄牙语、丹麦语、挪威语等21种语言。并用20多种文字在世界40多个国家和地区发表作品。

## 生平
1936年11月生于安徽石台，1936年随父母寓居天津，五岁时学习日语，9岁学习英语，14岁学习俄语，13岁时第一次用中文写诗。19岁时用外语发表作品。高中毕业后，1954-1966年间在事业单位从事英语教研与翻译工作。1966年文革期间被打成“现行反革命”，1968年4月被捕入狱。1979年1月平反释放，同年3月，被分配到百花文艺出版社担任外文编辑一职。但因在文革期间迫害致残，出狱后身体每况愈下，最终于1990年9月23日病逝于天津。
1957年加入国际世界语协会，此后历任国际世界语协会博物馆馆长，国际世界语文学《世界文学》特约撰稿人，国际世界语青年联合会中央委员等职。

## 作品
- 《来自中国的诗（上下册）》（意大利语）1979
- 《夏日的悲歌》（世界语）1982
- 《迟开的素馨花》（汉语）人民文学出版社1983年